# Lago Lindu
Il lago Lindu (in indonesiano Danau Lindu) è un lago situato nella parte settentrionale dell'isola di Sulawesi in Indonesia.
Si trova all'interno del parco nazionale di Lore Lindu, ad una altitudine di 960 m; ha una superficie di 42.5 km².

## Fauna
Le acque del lago Lindu ospitano alcuni endemismi ristretti, cioè specie che si trovano solo nelle acque di questo lago, tra cui i pesci Oryzias bonneorum e Oryzias sarasinorum, il crostaceo Parathelphusa linduensis., i gasteropodi Brotia scalariopsis, Brotia teradjarum (Thiaridae) e Protancyclus adhaerens (Viviparidae), e i bivalvi Corbicula lindoensis e Corbicula subplanata (Corbiculidae).